# ШВВП
ШВВП (шнур в вініловій ізоляції і вініловій облонці, плоский) — дріт, призначений для будівництва мереж електроживлення і освітлення в житлових, адміністративних та промислових приміщеннях, приєднання приладів,  машин і пристроїв побутового і аналогічного застосування до мереж при номінальній напрузі змінного струму до 0,45кВ, а також для систем 0,45/0,75кВ.
Крім того, провід ШВВП використовують для того, щоб приєднувати прилади особистої гігієни і мікроклімату, електропаяльники, світильники, кухонні електромеханічні прилади, радіоелектронну апаратуру, шнури подовження і інші схожі прилади, які використовують в адміністративних або житлових приміщеннях. Жила мідна, 5-го класу гнучкості.

## Будова
Провід ШВВП складається з мідної багатодротової жили круглої форми. Ізоляція провода як і оболонка із ПВХ пластикату. Жили розміщені паралельно і ізольовані між собою.

## Технічні характеристики
- Максимальна температура струмопровідної жили при якій допускається експлуатувати дріт складає +70 °C.
- Ресурс шнура при згині при постійній номінальній напрузі складає не менше 30 тис. циклів або 60 тис. рухів.
- Температура повітря при якій допускається експлуатація провода ШВВП коливається в межах +40 °C до −25 °C.
- Строк служби шнура рухомо не менше 6-ти років, а в стаціонарному стані не менше 10-ти років.